# Planograph

Prinzip: 1) Straßenoberfläche, 2) Laufrad, 3) Längsträger mit Radaufhängung, 4) vertikal bewegliches Messrad, 5) Anzeige der Ebenheitsabweichung, 6) Mess- und Fahrtrichtung.

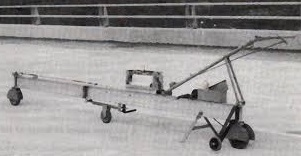
Ausführung eines Planographen wie er Kalifornien verwendet wird

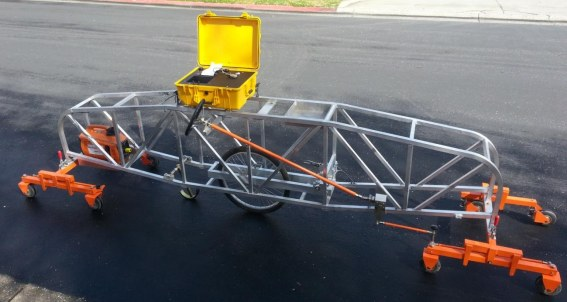

Ein Planograph (auch Planograf) ist ein international eingesetztes Messgerät zur Bestimmung der Längsebenheit von Straßen und damit ein wichtiges Instrument zur Qualitätssicherung im Straßenbau. Straßen mit mangelhafter Längsebenheit beeinträchtigen den Fahrkomfort und die Fahrsicherheit wesentlich. Der Einsatz des Planographen ersetzt die aufwendige Lattenmessung zuverlässig und die Ergebnisse werden elektronisch oder auf Wachspapier aufgezeichnet und ausgewertet.

## Prinzip
Der Planograf besteht aus einer Fachwerkkonstruktion aus Metall, an der 10 fest montierte und in der Mitte ein vertikal bewegliches Rad in einer Linie hintereinander angebracht sind. Die äußersten Räder haben einen Abstand von vier Metern. Der Planograph wird in Messrichtung über die Verkehrsfläche gezogen (Vorwärts- und Rückwärtsmessung möglich). Das Messrad in der Mitte erfasst Vertiefungen oder Erhebungen in Längsrichtung der Fahrbahn, indem seine Bewegungen direkt elektronisch oder von einem Messschreiber auf Endlospapier aufgezeichnet werden.
Die dabei gewonnenen Daten werden zur Bewertung oder zur Abnahme einer Verkehrsfläche benutzt. Je nach Straßenoberfläche gelten unterschiedliche Grenzwerte. So liegt in der Regel für Asphaltsdeckschichten die Toleranz für Unebenheiten bei 4 mm bezogen auf 4 m.
Ein Nachteil der Messung mit Hilfe eines Planographen ist, dass nur – im Vergleich zur Abstützlänge von 4 m – kurze Wellen bzw. Unebenheiten auf der Straße erfasst werden können. Dieser Nachteil gilt auch für die Messung mit der 4-Meter-Latte.